# Cresos

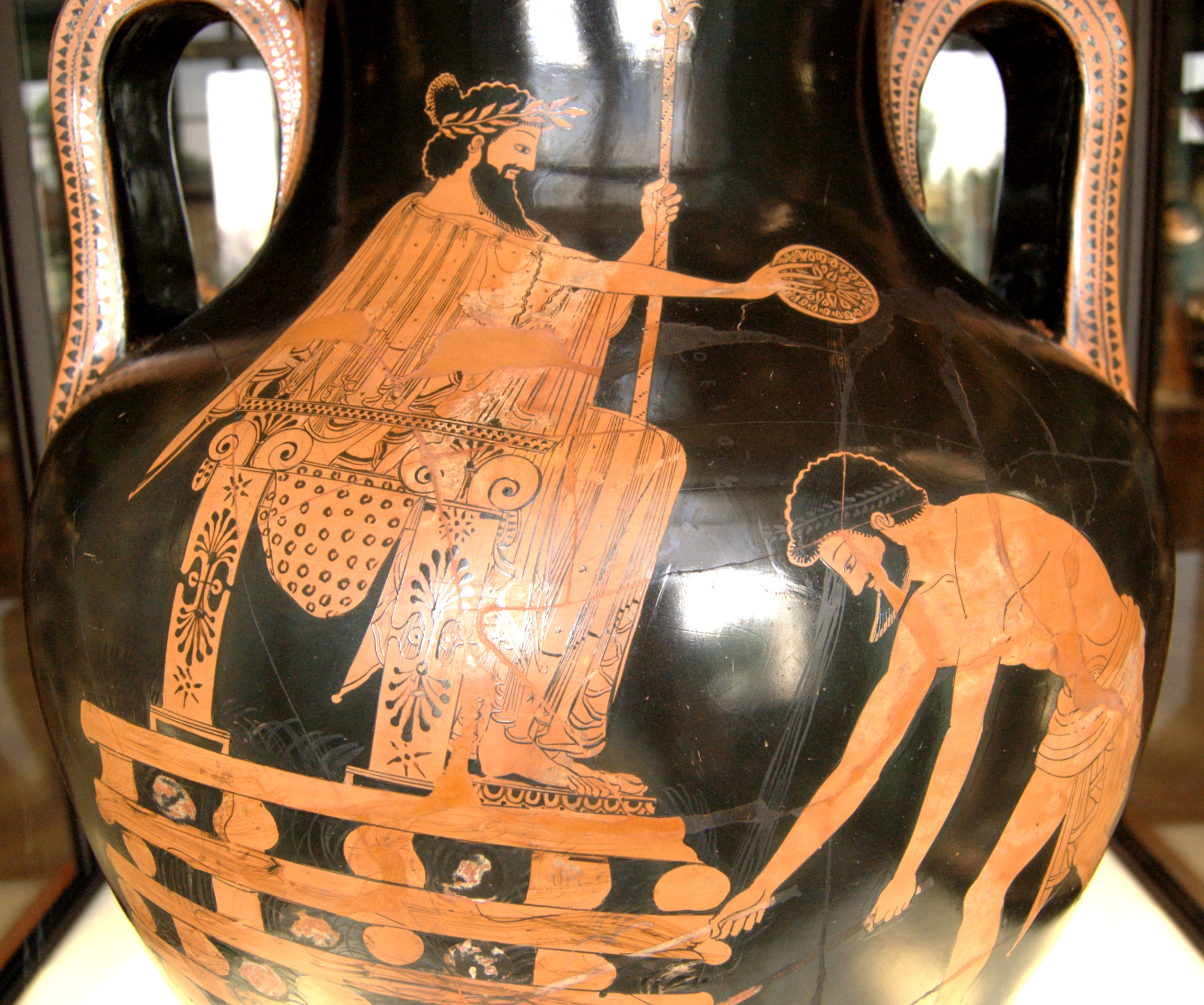
Cresos damunt la pira

Cresos (grec antic: Κροῖσος, Króisos, llatí: Croesus; vers 595 aC - després del 546 aC) fou el darrer rei de Lídia de la dinastia dels mèrmnades.

## Biografia
Era fill d'Aliates II i d'una dona cària. Una germana seva Arienis, es va casar amb Astíages de Mèdia el 585 aC, pel que cal suposar que aquesta va néixer vers l'any 600 aC i, per tant, la data de naixement de Cresos no seria massa llunyana. Cresos tenia una altra germana de nom desconegut i un mig germà més petit, Pantaleó, fill d'Aliates II i una dona grega.
Vers els treinta-i-cinc anys va succeir al seu pare al tron lidi (això va ser vers el 560 aC). Probablement es va revoltar llavors el seu germanastre Pantaleó i la seva madrastra va voler enverinar a Cresos, però el rei fou salvat per un servidor i va aconseguir imposar-se.
Els esdeveniments inicials del seu regnat narrats per Heròdot podrien correspondre als darrers anys del seu pare, en el qual potser hauria estat associat al tron. Heròdot diu que fou governador d'Adramítion i la plana de Tròada vers 574 o 572 aC (aquestes zones eren les tradicionals dels hereus de la corona) i la referència que dona Heròdot fou la història del regne escrita per Xantos de Lídia. Va fer la guerra als efesis i després a altres ciutats gregues de Jònia i Eòlia, la majoria de les quals (si no totes) van haver de pagar tribut (Milet sembla que va tenir un estatus especial). Va desistir de sotmetre les illes gregues per la intervenció de Biant de Priene o de Pítac de Mitilene, i llavors es va aliar a aquests estats. Després va fer la guerra als pobles de l'Àsia Menor més enllà del riu Halis i al sud del Taure, i va combatre els misis, tracis tinis, tracis bitinis, mariandins, calibis, paflagonis, caris, jonis, doris, eolis i pamfilis.
Sembla que aquestes conquestes han estat exagerades o barrejades amb altres anteriors, ja que el rei Giges ja havia conquerit Colofó, i el pare de Cresos, Aliates, havia entrat a Esmirna i havia fet un tractat de pau amb Milet, per la qual cosa cal pensar que moltes ciutats gregues ja depenien de Lídia abans del seu regnat. També se sap que el tirà d'Efes, Píndar, era el nebot de Cresos (fill de la segona germana de Cresos i de l'anterior tirà Meles, aliat lidi).
La seva capital fou a Sardes i la seva fama de ric i poderós (gràcies a unes mines al seu territori que li aportaven molts beneficis) va recórrer el món i va arribar al legislador Soló d'Atenes. Cresos va ensenyar a Soló els seus tresors i va preguntar si coneixia algun home més feliç i Soló va dir que la felicitat es jutjava en acabar la vida.
Tenia dos fills, un dels quals era Atis, que era el seu favorit (l'altre era mut i no podia regnar), i el rei va somiar que moria per una fletxa; tot i que va prendre precaucions el somni es va fer realitat quan Atis fou mort per Adrast (fill d'un rei de frígia de nom Gordi, que ja havia matat un germà involuntàriament i estava exiliat a la cort lídia), que es va suïcidar a la tomba d'Atis. Cresos va respectar dos anys de dol. L'altre fill després li va salvar la vida al pare durant la batalla de Sardes.
Dos anys després, davant el perill dels perses que havien substituït als medes, va negociar l'aliança amb els grecs abans d'iniciar la guerra contra l'imperi Persa i va consultar l'oracle de Delfos; després va consultar l'oracle d'Ammon a Egipte i per segon cop al de Delfos. Als dos oracles va entregar immenses riqueses (almenys al de Delfos segons Heròdot, i se li va concedir el dret preferent de consulta en aquest oracle i alguns drets de ciutadania) i els dos van donar la mateixa resposta: si iniciava la guerra amb els perses destruiria un gran imperi i havia de buscar aliats entre els grecs; Cresos va suposar que l'imperi referit era el Persa, i no el seu mateix. Per estar més segur va consultar una tercera vegada sobre si el seu regne persistiria molt de temps; l'oracle de Delfos va dir que el rei de Lídia fugiria per l'Hermos quan una mula regnés sobre els perses (mula en el sentit figurat de barreja, referit al rei Cir II el Gran que era fill de pare persa i mare meda). Les aliances amb els grecs no foren del tot possibles perquè dels dos principals estats, Atenes i Esparta, els primers estaven ocupats per conflictes civils entre els Pisistràtides i els Alcmeònides, i els segons acabaven de sortir d'una guerra amb Tègea. Cresos es va decantar pels segons i els va enviar regals i es va formalitzar una aliança que no va passar de nominal. Es va aliar amb l'egipci Amasis, el babiloni Labinet (Nabònides), i va confiar en els bons auspicis del lidi Sandanis i va decidir iniciar la guerra.
Va travessar el riu Halis amb l'excusa de venjar al seu cunyat Astíages enderrocat per Cir. Va devastar Capadòcia, país poblat per gent anomenada sirians, i va arribar fins a Ptèria, ciutat propera a Sinope, que va ocupar. No gaire lluny d'allí es va trobar amb l'exèrcit de Cir i es va lliurar una batalla de resultat incert (547 o 546 aC), la batalla del riu Halis; l'endemà els perses no van presentar batalla i els lidis, l'exèrcit dels quals era inferior en nombre, es van retirar a Sardes, per reclutar noves tropes i esperar ajut dels aliats. Va enviar ambaixadors a demanar els ajuts però mentre, Cir va continuar avançant i es va presentar davant Sardes. La cavalleria lídia fou totalment derrotada. Sardes fou assetjada. Un conseller de Cresos, Euríbat, es va passar a Cir i la ciutat fou conquerida ben aviat (després de catorze dies de setge). La data de la conquesta (547 aC és una possibilitat segons la crònica de Nabònides, 546 aC és la data tradicional; alguns autors proposen 541 o 542 aC) està encara en discussió.
L'historiador armeni Movses Khorenatsi (ca. 410–490 dC), en la seua monumental Història d'Armènia, assevera que el rei armeni Artàxias I va aconseguir moltes gestes militars, que inclouen la captura de Cresos i la conquesta del regne de Lidi (2.12–13).
Segons Heròdot, Cresos fou capturat viu i tirat a les flames junt amb 14 joves lidis com a sacrifici als déus perses. Els fets llegendaris recollits per Heròdot i altres diuen que una tempesta va apagar el foc i llavors Cir el va considerar sota protecció divina i el va agafar per amic i conseller i li va donar el govern de Barene, prop d'Ecbàtana.
Suposadament Cresos va acompanyar a Cir en la seva expedició contra els massàgetes; després va acompanyar al seu fill Cambises a Egipte; en l'afer de Prexaspes, va amonestar a Cambises per la mort del jove i Cambises va donar ordre d'executar-lo: Cresos es va salvar però va haver de fugir d'amagat amb la complicitat d'alguns servidors; Cambises es va pensar que era mort i quan es va assabentar que era viu se'n va alegrar i el va perdonar, però va fer matar als servidors que l'havien ajudat. Les circumstàncies de la seva mort final no són conegudes. Ctèsies de Cnidos explica alguns fets de manera diferent, però en general el relat és coincident amb el d'Heròdot.

## En la cultura popular

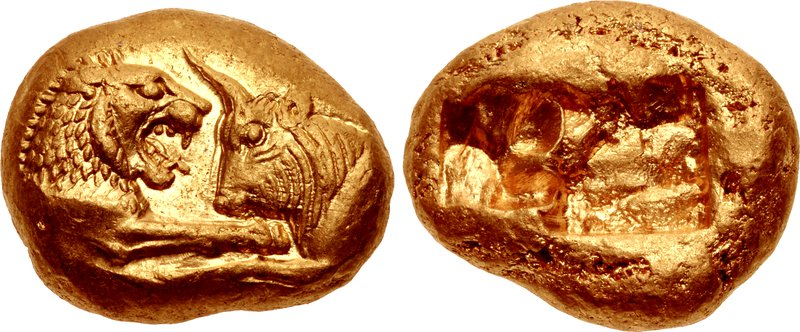
Moneda d'or de Cresos, Lídia, cap al 550 aC, trobada a l'actual Turquia

Les referències al poder i la riquesa llegendàries de Cresos, sovint com a símbol de la vanitat humana, són nombroses a la literatura.
- L’òpera Der hochmüthige, gestürzte und wieder erhabene Croesus (L'orgullós, caigut i de nou exaltat Cresos) amb música de Reinhard Keiser i llibret de Lucas von Bostel[14] es va estrenar a l'Oper am Gänsemarkt d'Hamburg el 1711, i estava basat en el dramma per musica anterior de Nicolò Minato, anomenat Creso (1678), la música del qual va ser composta per l'emperador Leopold I.[15]

- Isaac Watts va escriure els següents versos, del poema titulat «False Greatness»:[16]

| « | Thus mingled still with wealth and state, Croesus himself can never know; His true dimensions and his weight Are far inferior to their show. | » |

- Un altre exemple literari és Tsar Krez i uchitel Solon (El Rei Cresos i el mestre Soló), un conte breu de Lev Tolstoi que és una reescritura del relat de Cresos explicat per Heròdot i Plutarc.[17][18]

- Crœsus, King of Lydia és una tragèdia en cinc actes d'Alfred Bate Richards, publicada per primera vegada el 1845.[19]

- The Last King of Lydia[20] i The King and The Slave,[21] ambdues de Tim Leach, són novel·les històriques centrades al voltant de Cresos i basades principalment en la representació d'Heròdot de la seva vida, abans i després de la caiguda de Lídia.

- En referència a la riquesa extrema de Cresos, hi ha en francés una frase feta: riche comme Crésus (ric com Cresos). D’ella va derivar el títol de Crésus, un concurs televisiu de 2005 (adaptació de l’roginial argentí anomenat El Legado), en el qual Cresos torna d'entre els morts com un esquelet CGI per participar en l'espectacle.[22]

- A la pel·lícula Tombstone de 1993, quan es discuteix si els Earp construïren i, finalment, veneren el seu propi saloon, Wyatt diu, en referència a la seua recaptació financera, que teniem "més diners que Croesus".

- A l'episodi «Celebrity Vicar» de The Vicar of Dibley, durant un segment on els diaris britànics publiquen articles difamatoris sobre tots els residents principals de Dibley, Hugo Horton, l'hereu avorrit de la fortuna de David Horton, es descriu en un article com: «Rich as Croesus; thick as shit» («ric com Cresos; més dur que una sola de sabata»).

- A l'episodi de The Sopranos «Everybody Hurts» (T4, E6), quan Artie demana un préstec a Ralphie, aquest respon dient «With what you take out of that bar, you must have more money than King Croesus» («amb el que treus d'aquest bar, hauries de tenir més diners que el rei Cresos»).